# سرقین
سرقین یکی از روستاهای استان آذربایجان شرقی است که در دهستان بزکش بخش مرکزی شهرستان اهر واقع شده‌است. این روستا ۱۴۵ نفر جمعیت دارد.